# Don Juan Manuel
Don Juan Manuel (1282. – 1348.) jedan je od najvažnijih srednjovjekovnih španjolskih pisaca. 

## Životopis
Rođen u Castillo de Escalona, provinciji u Toledu, aktivno je gradio političku i vojnu karijeru. Bio je sin princa Manuela, unuk Ferdinanda III. Svetog i nećak Alfonsa X. Mudrog. S 8 godina je izgubio roditelje, i jako mlad zagospodario bogatim naslijeđem svoje obitelji. Zna se da je primio iznimno dobro obrazovanje kao mlad te je kasnije bio učitelj raznih vještina kao što su jahanje, lov i mačevanje, a još je podučavao latinski, povijest, pravo i teologiju. Sa samo 12 godina prvi put je pozvan u vojsku u bitku protiv Arapa iz Granade. 
Ženio se tri puta, a supruge je birao po načelu financijskih i političkih konvencija. Nakon što je dobio djecu, ograničio se na spajanje brakova sa ženama iz kraljevske obitelji što ga je učinilo jednim od najbogatijih i najutjecajnijih ljudi svog doba. Pod svojim zapovjedništvom je uspio zadržati vojsku od tisuću vojnika, te je neko vrijeme čak i izdavao svoj novac, što je bila povlastica kraljeva. 
Bio je u stalnim razmiricama s kraljem. U to vrijeme, kastiljansko prijestolje bilo je okupirano od strane dvaju monarha – Fernanda IV. i Alfonsa XI., koji su kovali planove za ubojstvo Don Juana Manuela. Alfons XI. zatražio je ruku Don Juanove kćeri, Costanze. Vjenčanje se odgađalo nekoliko puta dok na kraju Alfonso XI. nije zatvorio Costanzu iz nepoznatih razloga. Don Juan Manuel na kraju se morao suočiti sa svojim kraljem i objaviti mu rat. Sukob je trajao 5 godina, dok na kraju papa nije uspio postići sporazum između Don Juana Manuela i Alfonsa XI. Oni su se oko 1340. godine udružili u bitci protiv Arapa koji su okupirali Algeciras. 
Nakon svih ovih događaja, Don Juan Manuel je ostavio politički život i posvetio posljednje godine svog života pisanju. Umro je 1348., u 66. godini.

## Književni opus
Autor „El Conde Lucanor“ („Grof Lucanor“) cijelog je svog života uspješno balansirao svoje spisateljske aktivnosti i plemićki život. Često je kritiziran od strane književnika svog doba jer su smatrali da se jedan plemić s tolikom reputacijom i tolikim zaduženjima ne može uistinu posvetiti spisateljstvu. 
Njegov opus, narativnog i didaktičnog karaktera, generalno je motiviran preokupacijom za određenu formaciju tijela, duše i inteligencije srednjovjekovnog plemića, i naziva se „edukacijom prinčeva“ a sastoji se od manjih zbirki: Cronica abreviada, Libro de la caza, Libro de las armas, De las maneras de amor, Tractado en que se prueba por razon que Sancta Maria está en cuerpo y alma en Paraíso, Libro infinido ili Libro de los castigos y consejos a su hijo don Fernando. 
Njegovim remek djelom se bez sumnje smatra Libro de Patronio ili Conde Lucanor, knjiga koja sadrži stvarne pripovijetke, basne i alegorije, koja počinje prologom, a završava četirima kratkim diskusijama u prozi. 